# Den tredje makten (TV-serie)
Den tredje makten (eng. originaltitel State of Play) är en brittisk TV-serie från 2003 med David Morrissey och John Simm i huvudrollerna. Serien belönades bland annat med BAFTA-priset år 2004 för bästa skådespelare (Bill Nighy). 

## Medverkande
- David Morrissey – Stephen Collins, parlamentsledamot för Labour.
- John Simm – Cal McCaffrey, journalist och vän från universitetstiden.
- Kelly Macdonald – Della Smith, journalist.
- Bill Nighy – Cameron Foster, chefredaktör.
- Polly Walker – Anne Collins, Stephen Collins maka.
- James McAvoy – Dan Foster, journalist och Cameron Fosters son.
- Philip Glenister – William Bell, kriminalinspektör
- Marc Warren – Dominic Foy, festfixare